# Mitchell Krueger
Mitchell Krueger (ur. 12 stycznia 1994 w Fort Worth) – amerykański tenisista.

## Kariera tenisowa
Startując w gronie juniorów osiągnął 5. miejsce w rankingu łączonym (2 stycznia 2012) oraz finał French Open 2011 w konkurencji gry podwójnej chłopców wspólnie z Shane’em Vinsantem.
Zawodowym tenisista od 2012.
Zwycięzca trzech turniejów o randze ATP Challenger Tour w singlu.
W rankingu gry pojedynczej najwyżej na 135. miejscu (18 lipca 2022), a w klasyfikacji gry podwójnej na 173. pozycji (27 kwietnia 2015).

### Zwycięstwa w turniejach ATP Challenger Tour w grze pojedynczej
| Końcowy wynik | Nr | Data             | Turniej | Nawierzchnia  | Przeciwnik          | Wynik finału     |
| ------------- | -- | ---------------- | ------- | ------------- | ------------------- | ---------------- |
| Zwycięzca     | 1. | 10 lutego 2019   | Dallas  | Twarda (hala) | Mackenzie McDonald  | 4:6, 7:6(3), 6:1 |
| Zwycięzca     | 2. | 25 lipca 2021    | Cary    | Twarda        | Ramkumar Ramanathan | 7:6(4), 6:2      |
| Zwycięzca     | 3. | 19 września 2021 | Cary    | Twarda        | Bjorn Fratangelo    | 6:4, 6:3         |